# Хмылёв, Василий Иванович
Василий Иванович Хмылёв (10 августа 1897 — 7 июля 1942) — советский военачальник. Участник Первой мировой, Гражданской, Советско-польской и Великой Отечественной войн. С сентября 1941 года по июль 1942 года командир 373-й стрелковой дивизии. Полковник (1942).

## Биография
Родился 9 августа (28 июля ― по старому стилю) 1897 года в уездном городе Ряжске Рязанской губернии в купеческой семье. Русский.
Его отец, Иван Васильевич, был поставщиком хлеба и картофеля на Рязанской железной дороге. Умер от тифа в 1919 году. Мать, Наталия Николаевна, была домохозяйкой. 
До службы в армии в июне 1914 г. окончил курс Ряжского высшего начального училища.

### Первая мировая война
В Первую мировую войну 15 мая 1916 года призван Ряжским уездным воинским начальником и 24 мая со сборного пункта направлен рядовым в запасный батальон лейб-гвардии Гренадерского полка в Петрограде. В августе того же года с 45-й маршевой ротой убыл на фронт. Службу проходил в 3-й роте этого же лейб-гвардии Гренадерского полка, который в это время в составе 2-й гвардейской пехотной дивизии воевал на Юго-Западном фронте в районе города Владимир-Волынский. В январе 1917 года зачислен в учебную команду этого полка. В марте досрочно окончил её, произведён в ефрейторы и направлен во 2-ю Петергофскую школу для ускоренной подготовки офицеров (зачислен в юнкеры с 8 апреля). По завершении курса обучения в сентябре он был назначен младшим офицером в 79-й запасный пехотный полк в город Рязань. Дослужился до подпоручика.

### Гражданская и Советско-польская войны
В период Великой Октябрьской социалистической революции проходил службу в том же полку выборным командиром роты.
В Гражданскую войну в июне 1918 года, после развала старой армии, В. И. Хмылёв был назначен инструктором всеобуча Рязанского губернского военкомата — военспец.
В ноябре 1918 года направлен в 13-й стрелковый полк 2-й стрелковой бригады 2-й стрелковой дивизии на должность командира взвода (полк в это время размещался в Певческих казармах города Рязань). Участвовал с ним в подавлении кулацких мятежей в Рязанской губернии. С января 1919 года исполняющий должность адъютанта этого полка. В апреле убыл с полком на Восточный фронт для борьбы против армии адмирала А. В. Колчака. Участвовал в Бугурусланской, Белебейской и Уфимской наступательных операциях. Затем полк был переброшен под Камышин, где вёл тяжёлые оборонительные бои с частями корпуса генерала П. Н. Врангеля. С июля сражался под Царицыном в районе станицы Иловайская. В августе 1919 года переведён в 38-ю стрелковую дивизию исполняющим должность делопроизводителя интендантства этой дивизии. В составе 10-й армии Южного и Юго-Восточного фронтов она сражалась с деникинскими войсками в районах станиц Великокняжеская, Полтавская, Басаргино, Карповская, Иловлинская, Качалинская, участвовала в обороне Царицына. По расформировании дивизии с января 1920 года исполняющий должность для поручений при 1-м караульном батальоне Юго-Восточного фронта. В мае того же года он был переведён в 17-ю Нижегородскую стрелковую дивизию на должность полкового адъютанта 148-го стрелкового полка. В составе 16-й армии Западного фронта дивизия участвовала в наступательных и оборонительных боях с поляками в районах Минск, Слоним, Волковыск, Седлец и на варшавском направлении. В бою под Брест-Литовском попал в плен, но через 5 дней бежал. С ноября 1920 года служил в штабе 50-й бригады этой же дивизии, исполняющий должность помощника заведующего разведкой, помощника начальника и временно исполняющий должность начальника штаба бригады, руководителя писарской школы, адъютанта административной части. В конце 1920 года — начале 1921 года в составе бригады сражался с вооружёнными формированиями генерала С. Н. Булак-Балаховича в районе города Калинковичи в Белоруссии.

### Межвоенный период
После войны продолжал служить в 17-й Нижегородской стрелковой дивизии, занимал должности младшего и старшего помощника начальника штаба, врид начальника штаба дивизии. В июле 1922 года переведён в штаб 3-го стрелкового корпуса на должность начальника оперативной части, он же помощник начальника штаба корпуса. В июне 1923 года вновь вернулся в 17-ю Нижегородскую стрелковую дивизию, где исполнял должность помощника командира и командира батальона 51-го Иваново-Вознесенского стрелкового полка в городе Арзамасе. С июня 1924 года командовал батальоном, а с марта 1926 года был начальником штаба 50-го стрелкового Краснознамённого полка этой же дивизии в городе Горьком.
С ноября 1929 года по июнь 1930 года находился на учёбе на Стрелково-тактических курсах усовершенствования комсостава РККА «Выстрел» имени Коминтерна (штабное отделение), затем вернулся в полк на прежнюю должность.
С января 1931 года исполнял должность начальника 1-й части штаба 17-й Нижегородской стрелковой дивизии.
Приказом НКО от 16.3.1935 года назначен начальником штаба 55-го стрелкового Воронежского Краснознамённого полка 19-й стрелковой Воронежской ордена Трудового Красного Знамени дивизии в город Воронеж. В мае 1938 года переведён в 57-й стрелковый полк этой же дивизии в город Острогожск, где исполнял должность командира батальона и помощника командира полка по строевой части. С сентября 1938 года – начальник курсов младших лейтенантов при этой дивизии.
В том же году успешно окончил 4-й факультет (заочного обучения) Военной академии РККА имени М. В. Фрунзе, за что был награждён серебряными часами от наркома обороны СССР.
В конце февраля 1939 года майор В. И. Хмылёв назначен помощником командира 30-й Иркутской стрелковой дивизии имени ВЦИК 7-го стрелкового корпуса.
С 16 августа 1939 годя являлся начальником оперативного отдела и заместителем начальника штаба 25-го стрелкового корпуса Харьковского военного округа.

### Великая Отечественная война
с марта 1941 года был начальником штаба 162-й стрелковой дивизии этого корпуса. Накануне войны она находилась в Святогорских лагерях (город Лубны Полтавской области).
В начале Великой Отечественной войны дивизия в составе 25-го стрелкового корпуса вышла из лагерей на фронт под Киев, имея задачу занять оборону по ргке Здвиж. В связи с резким ухудшением обстановки на Западном фронте, со 2 июля 1941 года, корпус вошёл в подчинение 19-й армии Группы армий резерва Ставки ВГК и в спешном порядке по железной дороге был переброшен через Киев, Бровары, Бахмач, Щорс, Гомель, Рославль, Починок, Смоленск на витебское направление. Выгрузившись на станциях Рудня и Лиозно 7 июля, дивизия пешим порядком под сильным воздействием вражеской авиации начала выдвижение для сосредоточения севернее Витебска. 10 июля, форсировав реку Западная Двина, она вступила в тяжёлые бои с частями 3-й немецкой танковой группы. Понеся большие потери, её части были отброшены на левый берег реки и заняли оборону на рубеже Велиж — Верховье. В середине июля в ходе Смоленского сражения корпус был окружён и фактически разгромлен. В этих боях дивизия понесла большие потери и после выхода из окружения была сосредоточена 2 километрах северо-восточнее Вязьмы (деревня Жебриково). После пополнения личным составом она заняла оборону юго-восточнее города Белый, где вела бои против 900-й немецкой учебной бригады. Затем её части стояли в обороне на рубеже реке Вотря. 11 августа они своим огнём содействовали выходу из окружения группы генерал-лейтенанта И. В. Болдина (в районе Приглово).

#### Командир 373 стрелковой дивизии
В начале сентября 1941 года отозван с фронта и направлен в Южно-Уральский военный округ, где формировал 373-ю стрелковую дивизию (станция Чебаркуль).
По завершении формирования в декабре дивизия была направлена на Калининский фронт в состав 39-й армии. С 26 декабря она вела тяжёлые наступательные бои в районе Ржева. После прорыва сильно укреплённой обороны противника («линия Шуберта») 13 января 1942 года она была введена в образовавшийся прорыв на фронте Ножкино, Кокошкино и вела бои на сычёвском направлении. Выйдя на подступы к Сычёвке, её части встретили ожесточённое сопротивление противника. Обойдя город с запада, они перерезали железную дорогу Ржев — Великие Луки. В этих боях дивизия потеряла до 50 % личного состава и вынуждена была перейти к обороне на достигнутом рубеже. В начале февраля 1942 года противник встречными ударами из районов Ржева и Оленино перерезал узкий коридор, образованный войсками армии в его обороне западнее Ржева. Соседняя 29-я армия полностью была окружена, а 39-я армия поддерживала связь с основными силами фронта лишь через маленький коридор в 15 км севернее города Белый. В этих условиях дивизия получила задачу наступать на Оленино через Спас-Березу и Кострицу для оказания помощи оказавшейся в окружении 29-й армии. После выполнения этой задачи она в составе 39-й армии до июля находилась в обороне в Ржевском выступе (село Мольно западнее Сычёвки), имея фронт обороны на восток. В период со 2 по 5 июля 1942 года противник двумя встречными ударами из районов Белый и Карская в общем направлении на Нестерово перерезал коммуникации армии и полностью окружил её. В первый день окружения 5 июля полковник В. И. Хмылёв был вызван в штаб армии для получения задачи на прорыв. По возвращении в дивизию (штаб Воронцово) он поставил задачу командирам частей и начал выдвижение в указанном направлении.
С выходом к реке Обша в районе Егорье, Кузнецы 7 июля в ходе переправы она была атакована крупными силами танков и мотопехоты противника, в результате штаб дивизии был отрезан от основных сил. При угрозе плена полковник В. И. Хмылёв застрелился.
Воинские звания: капитан (24.01.1936), майор (17.7.1937), подполковник (12.6.1940), полковник (1.5.1942).